# Хейсе, Вилле

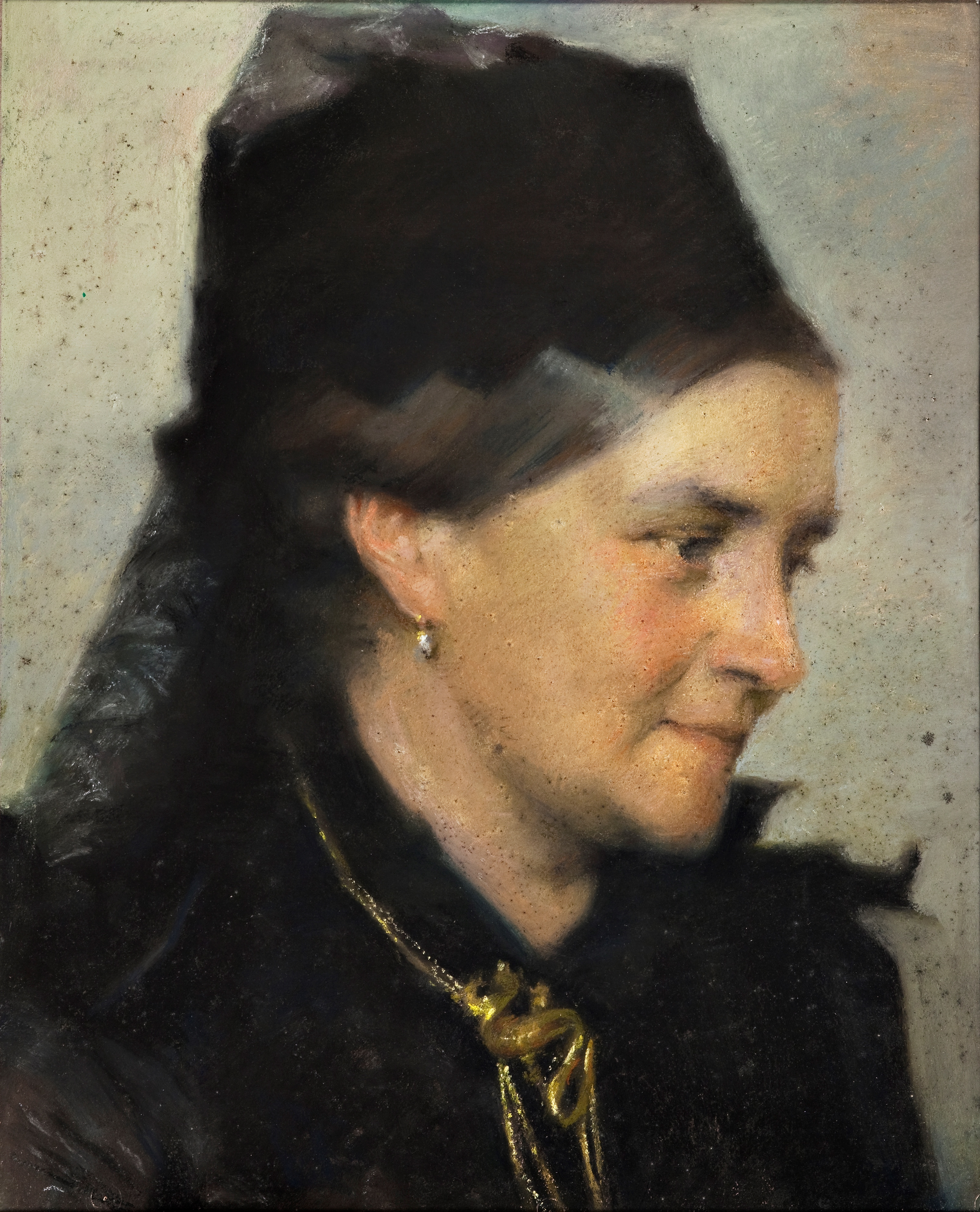
Портрет Вилле Хейсе кисти Франца Шварца

Вильхельмина (Вилле) Хейсе (дат. Vilhelmine (Ville) Heise, урождённая Фабер (дат. Faber); 1838—1912) — датская филантропка, которая использовала своё наследственное состояние для создания санаториев в Рюдебеке на юге Швеции и в Снеккерстене близ Хельсингёра в Дании. Изначально они были предназначены для того, чтобы помогать детям больным туберкулёзом выздоравливать. В Снеккерстене она также основала дом для нуждающихся вдов офицеров.

## Биография
Рождённая вне брака 8 февраля 1838 года в Киле Вильхельмина Фабер была дочерью Фредериккы Вильхельмины Фабер (1810—1891), став приёмной дочерью торговца и политика Антона Альфреда Хаге (1803—1872). Биологическим отцом Вильхельмины был наксковский священник Михельсен, с которым её мать развелась в момент её рождения. Она не могла выйти замуж за Хаге до 1840 года, когда он усыновил её детей.
Вилле Хаге воспитывалась в роскошном доме, богатство которого обеспечивалось благодаря удачливому деловому чутью Альфреда Хаге и его шурина Ханса Пуггора, который женился на сестре Вилле Болетт. Грандиозная резиденция её родителей, особняк Харсдорф на Конгенс-Нюторв в центре Копенгагена, служил местом встречи для политической и культурной элиты столицы в золотой век Дании. Благодаря своему обаянию и привлекательной внешности Вилле часто была в центре внимания на вечеринках и торжествах, проводимых в её доме.
Одним из посетителей этого дома был композитор Петер Арнольд Хейзе (1830—1879). Вилле сразу же влюбилась в него, но её отец поначалу был против брака, так как Хейзе имел лишь скромный доход дирижёра студенческой певческой ассоциации. В конце концов он дал своё согласие, и 17 августа 1859 года они поженились. Супруги переехали в Сорё, где Хейзе преподавал в музыкальной академии. В 1866 году они вернулись в Копенгаген, где благодаря финансовой поддержке Вилле он смог посвятить себя сочинительству. Он умер в 1879 году, не оставив после себя детей. Вилле так и не смогла смириться с его смертью, но, оставшись вдовой в 41 год, она решила посвятить свою жизнь добрым делам, помогая тем, кто в жизни был менее удачлив, чем она.
В 1880 году, поощряемая своим братом, филантропом Йоханнесом Хаге (1842—1923), Вилле Хейсе купила особняк Рюдебек с его поместьем близ Хельсингборга в Швеции. Она отремонтировала его, превратив часть в санаторий для детей, выздоравливающих от туберкулёза, а также для слабых пожилых женщин, нуждающихся в уходе. В 1890-х годах Хейсе купила землю в Снеккерстене близ Хельсингёра, где в начале 1900-х годов она заказала архитектору Хансу Хольму построит три учреждения: Дамейеммет для одиноких горничных, Фамилиелюст для детей-сирот и Офисерскейеммет для овдовевших жён армейских офицеров. Она также стала страстной покровительницей искусств, наняв в качестве своего советника художника Франса Шварца (1850—1917), который также писал портреты её родных и друзей.
Несмотря на то, что она не афишировала свои добрые дела, в 1905 году Хейсе была награждена золотой медалью «За заслуги». Она умерла в Копенгагене 16 апреля 1912 года.